# Parczew

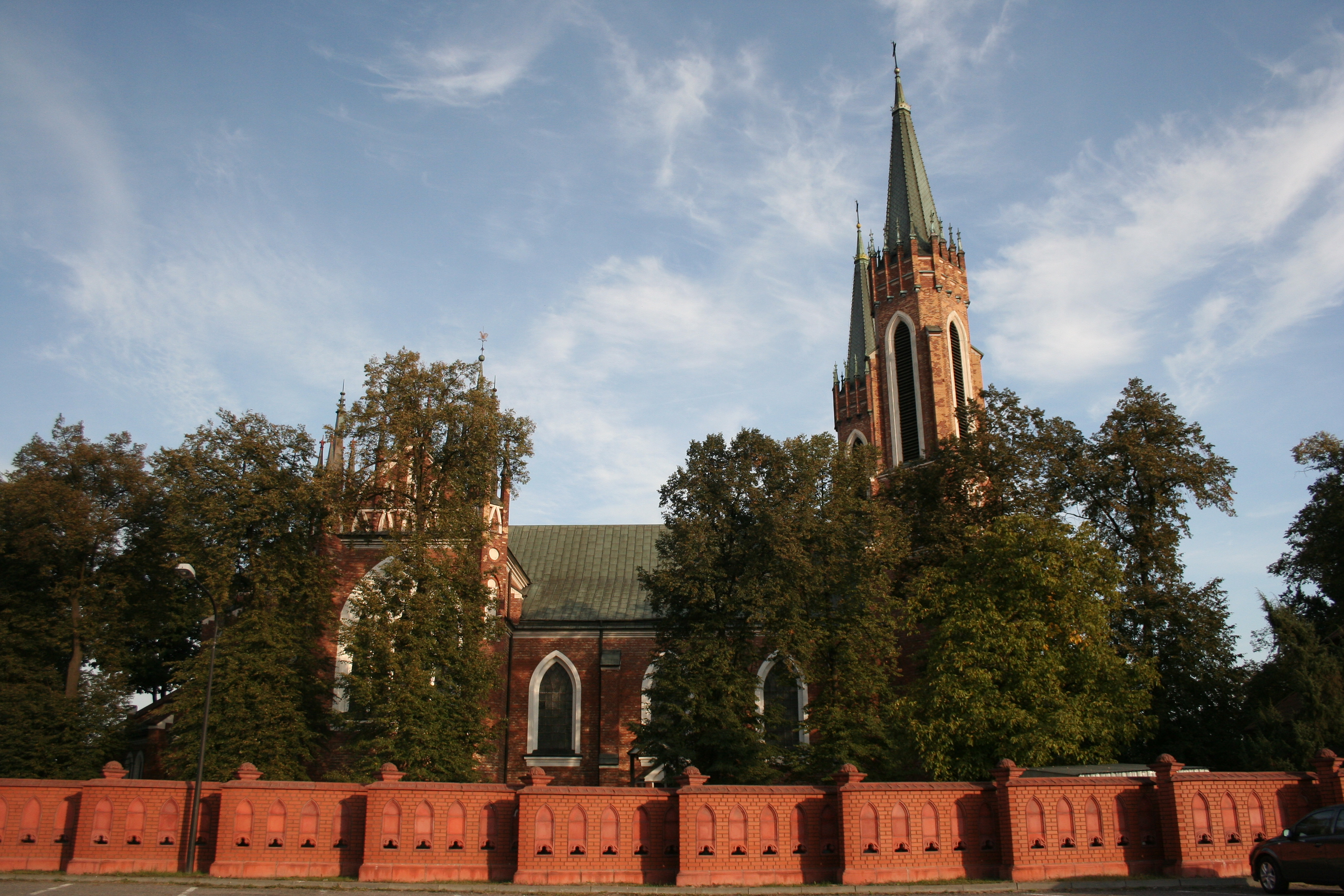
Iglesia de San Juan Baptista en Parczew

Parczew es una ciudad del sureste de Polonia con 10.953 habitantes (2013), situada en el Voivodato de Lublin (desde 1999) y situada en las tierras altas del río Tyśmienica. Parczew fue fundada en el año 1401 con el rey de Polonia Władysław II Jagiełło.